# 오태석 (공무원)
오태석(吳泰錫, 1960년~)은 대한민국의 제5대 과학기술정보통신부 제1차관인 공무원이다.                     현재 서강대학교 기술경영대학원에서 교수로 재임 중이다.

## 학력
- 전주고등학교
- 서울대학교 경제학 학사
- 서섹스 대학교 기술경영학 석사

## 경력
- 1991년 11월 행정고시 35회 합격
- 과학기술처 사무관
- 1997.6 공군 중위 전역 (1994년 임관)
- 2001.2 과학기술부 연구개발국 연구개발기획과 서기관
- 2005.6 과학기술부 장관비서관, 장관실 정책보좌관
- 2009.2 교육과학기술부 과학기술정책실 정책조정기획관 투자분석기획과장
- 2010.4 교육과학기술부 인재정책실 대학선진화과장, 부이사관
- 2012.3 교육과학기술부 연구개발정책실 기초연구정책관 기초과학정책과장
- 2012.7 교육과학기술부 산학협력관
- 2013.4 국립과천과학관 전시연구단장
- 국립과천과학관장 직무대리 역임
- 2013.11 대통령비서실 과학기술비서관실 선임행정관
- 2015.6 미래창조과학부 연구성과혁신정책관
- 2016.1 미래창조과학부 창조경제기획국 국장
- 2017.7 주인도공화국대한민국대사관 공사참사관
- 2020.8 국가과학기술자문회의지원단 단장
- 2021.3~2022.5 과학기술정보통신부 과학기술혁신조정관
- 2022.5~2023.7 과학기술정보통신부 제1차관
- 2022.5~2023.7 기초과학연구원 당연직이사
- 2022.5~2023.7 유네스코한국위원회 부위원장 겸 집행위원회 부위원장
- 2023.9~ 서강대학교 기술경영전문대학원 교수